# Dimension de Kolmogorov
La dimension de Kolmogorov est l'échelle spatiale à partir de laquelle la viscosité permet de dissiper l'énergie cinétique d'un écoulement.

## Observation
A la différence des écoulements laminaires qui sont stables dans le temps et prédictibles, les écoulements turbulents sont quant à eux fortement chaotiques, diffusifs et instationnaires. Les deux sont pourtant liés car les turbulences découlent de perturbations et d’instabilités dans le régime laminaire au-delà d’un certain nombre de Reynolds (zone de transition, très difficile à caractériser physiquement). La théorie communément admise pour décrire la turbulence est celle de la « cascade énergétique » développée par le mathématicien Andreï Nikolaïevitch Kolmogorov. Cette théorie décrit la turbulence comme un transfert d’énergie depuis les grosses structures de la turbulence vers des structures plus petites
Ce transfert d’énergie se poursuit jusqu’à la plus petite échelle de la turbulence (appelée échelle de Kolmogorov) où la viscosité transforme l’énergie cinétique des plus petites structures turbulentes en chaleur. La turbulence existe donc à des échelles de taille très différentes : des grosses structures produisant l’énergie jusqu’aux structures dissipatives à l’échelle de Kolmogorov.

## Rôle des tailles de tourbillons
Le nombre de Reynolds est utilisé afin de caractériser la nature turbulente d'un écoulement et est défini comme:
{\displaystyle Re={\frac {\rho VL}{\mu }}}
Où ρ est la densité du fluide, V est sa vitesse, μ est la viscosité dynamique. Ce nombre traduit le rapport entre les forces d'inertie et les effets visqueux au sein de l'écoulement. Lors de la formation des grosses structures turbulentes (sous l'effet de la turbulence), la viscosité n'est pas prépondérante car le nombre de Reynolds est élevé. Toutefois si la taille caractéristique L des tourbillons (à vitesse et viscosité constantes) diminue, ce qui est le cas lors de la dissipation des structures turbulentes, le nombre de Reynolds tend vers 1 et l'effet de la viscosité devient de plus en plus fort.

## Dimension de Kolmogorov
La dimension de Kolmogorov est l'échelle spatiale à partir de laquelle l'écoulement devient visqueux ({\displaystyle Re\approx 1}) et permet de dissiper l'énergie cinétique de l'écoulement.
{\displaystyle L\simeq {\frac {\mu }{\rho V}}}
Elle correspond à la taille des petits tourbillons qui incarnent ce phénomène. Il est également possible de définir plusieurs paramètres comme l'échelle spatiale de Kolmogorov {\displaystyle \eta } et l'échelle temporelle de Kolmogorov {\displaystyle \tau _{\eta }}, respectivement la taille et la durée de vie des plus petits tourbillons d'un écoulement turbulent tels que:{\displaystyle \eta ={\sqrt[{4}]{\nu ^{3} \over \epsilon }}}{\displaystyle \tau _{\eta }={\sqrt {\nu  \over \epsilon }}}Avec {\displaystyle \nu } la viscosité cinématique et {\displaystyle \epsilon } le taux de dissipation turbulent. Il n'y a pas de tourbillons plus petits, car cette échelle est la limite de l'écoulement étudié, là où l'énergie initialement donnée au fluide se dissipe.
Ce processus appelé cascade d'énergie : la division des grands tourbillons en tourbillons plus petits permet un transfert d'énergie des grandes échelles vers les petites échelles. Ce processus est limité par l'effet de la dissipation moléculaire, qui empêche les variations de vitesse trop importantes. En pratique, ce transfert d'énergie n'est pas à sens unique, le phénomène d'appariement tourbillonnaire (en anglais backscatter) permettant le transfert ponctuel de petites structures tourbillonnaires (qui fusionnent) vers une ou des plus grosses.
Kolmogorov, en 1941, a émis l'hypothèse que cette cascade turbulente était auto-similaire : les tourbillons se divisent tous de la même manière quelle que soit leur échelle, tant qu'elle n'est ni trop petite (sinon il faut tenir compte de la viscosité) ni trop grande (les grands tourbillons dépendent de la géométrie de l'écoulement). C'est ce qu'on appelle la zone inertielle, et par des arguments d'analyse dimensionnelle, il a exprimé une loi (loi en -5/3) qui caractérise l'auto-similarité de la turbulence (un peu comme une courbe fractale, quand on "zoome" sur une turbulence, on ne peut pas savoir à quelle échelle on se trouve).

## Applications
Certaines petites souffleries ont une chambre de tranquillisation en amont du convergent, formée à l'aide de structures en nid d'abeille . Cela permet de supprimer les plus grandes échelles de turbulence. Ainsi on se rapproche bien plus vite de la dimension de Kolmogorov et on obtient plus vite un écoulement laminaire, nécessaire aux observations.
La fumée émise par une cigarette permet d'observer ce phénomène : les motifs dessinés par la fumée deviennent rapidement plus petits.